# ویلیام ساندرز
ویلیام ساندرز (انگلیسی: William Saunders; ۷ دسامبر ۱۸۲۲ – ۱۱ سپتامبر ۱۹۰۰) گیاه‌شناس، باغبان، گردشگر و معمار منظر اهل ایالات متحده آمریکا بود.